# Власов В'ячеслав Всеволодович
В'ячеслав Всеволодович Власов (нар. 4 жовтня 1957, Фатезький район, Курська область, РРФСР) — радянський і український вчений у галузі виноградарства, виноробства і ґрунтознавства, доктор сільськогосподарських наук, академік Національної академії аграрних наук України (2016), Заслужений працівник сільського господарства України (2006), Лауреат Державної премії України в галузі науки і техніки (2016), почесний професор Одеського державного аграрного університету (2017), почесний доктор Інституту агроекології і природокористування (2017). Директор Національного наукового центру «Інститут виноградарства і виноробства імені В. Є. Таїрова» НААН України (ННЦ «ІВіВ ім. В. Є. Таїрова» НААН України) з 2001 по 2019 роки. З 2020 року радник при дирекції ННЦ «ІВіВ ім. В. Є. Таїрова» НААН України.

## Біографія
Народився 4 жовтня 1957 року в селі Поздняково, Фатежського району, Курської області, РРФСР.

### Освіта
У 1964—1972 роках навчався в Шуклінській середній школі, (село Шуклино, Фатежського району, Курської області, РРФСР). Закінчив «з відзнакою» Калиновський сільськогосподарський технікум (село Калинівка, Хомутовського району, Курської області, РРФСР) за фахом «Агрономія» в 1976 році. Закінчив біолого-ґрунтовий факультет Кишинівського державного університету (Молдавія) за фахом «Ґрунтознавство та агрохімія» у 1981 році.
У 2003 році захистив кандидатську дисертацію на тему: «Агроекологічне обґрунтування розміщення виноградних насаджень у Північному Причорномор'ї (на прикладі Овідіопольського району Одеської області)», а в 2009 році — захистив докторську дисертацію на тему: «Екологічні основи формування ампелоландшафтів».

### Професійна діяльність
З 1981 по 1990 роки працював у проектному інституті «Колгоспвинсадпроект» (місто Кишинів, Молдавія), де пройшов шлях від інженера до головного спеціаліста інституту. З 1990 по 1991 роки працював у сільськогосподарському малому підприємстві з обслуговування АПК України «Агросінтекссад» (місто Одеса) на посаді головного спеціаліста-ґрунтознавця. З 1992 по 1995 роки працював у насіннєвому господарстві «Безбородьковскій» (Черкаська область), де пройшов шлях від агронома до заступника директора господарства. З 1995 по 2001 роки працював у Державному підприємстві «Дослідне господарство «Таїровське» Інституту виноградарства і виноробства імені В. Є. Таїрова УААН (селище Таїрове, Овідіопольський район, Одеська область) на посаді директора. З 2001 року і по теперішній час займає посаду директора Інституту виноградарства і виноробства імені В. Є. Таїрова (з 2003 року згідно з Указом Президента України від 21 листопада 2003 року № 1329/2003 — Національний науковий центр «Інститут виноградарства і виноробства імені В. Є. Таїрова»).
Науково-організаційна та методична діяльність В. В. Власова спрямовані на вирішення проблем підвищення ефективності галузі виноградарства і виноробства України. Власов В. В. є автором понад 450 наукових, науково-популярних і монографічних видань (в тому числі 15 монографій, 39 патентів), окремих статей в енциклопедичних виданнях, журналістських публікацій, бібліографічних покажчиків. В'ячеслав Всеволодович є ініціатором досліджень інтегрованої агроекологічної оцінки земель сільськогосподарського призначення для розміщення виноградників у південних районах України, галузевої Програми розвитку виноградарства України на період до 2025 року та регіональної програми «Виноградарство і виноробство Одещини на 2013—2025 роки» затвердженої рішенням Одеської обласної ради 24.04.2013 року. Також Власов В. В. є керівником науково-технічної програми УААН «Виноградарство», головою Спеціалізованої вченої ради К 41.374.01 «Виноградарство» по захисту кандидатських і докторських дисертацій, під його керівництвом здійснює свою діяльність наукова школа з ампелоекології у складі 2-х докторів наук, 4-х кандидатів наук, 3-х аспірантів. Під науковим керівництвом вченого захищено 3 дисертації на здобуття наукового ступеня кандидата сільськогосподарських наук.
За час роботи на посаді директора ННЦ «ІВіВ ім. В. Є. Таїрова» НААН України В. В. Власов доклав багато зусиль для організації ефективної роботи відділів та лабораторій інституту, поліпшення матеріально-технічної бази, підготовки наукових кадрів в умовах недостатнього фінансування і при нестачі коштів для підтримки функціонування інституту. Власов В. В. багато уваги приділяє питанням підготовки наукових кадрів для галузі виноградарства. Так, створені і успішно працюють 20 спільних кафедр з вузами Одеси та Умані для підготовки магістрів і фахівців виноградарства і виноробства. На початку 2013 року вперше в Національній академії аграрних наук України був створений науково-навчально-виробничий комплекс на базі ННЦ «ІВіВ ім. В. Є. Таїрова» НААН України, Одеської національної академії харчових технологій і Державного підприємства «Дослідне господарство «Таїровське» і схвалений Радою ректорів ВНЗ Одеського регіону ІІІ-IV рівнів акредитації. У 2015—2016 роки ННЦ «ІВіВ ім. В. Є. Таїрова» НААН України під науковим керівництвом Власова В. В. проведена велика робота — ампелоекологічна оцінка територій Одеської області, в рамках реалізації Регіональної програми розвитку Одеської області на 2014—2018 роки. Важливою частиною роботи Власова В. В. є активне міжнародне співробітництво і розширення наукових зв'язків очолюваної ним установи з виноградарськими країнами світу. Так ННЦ «ІВіВ ім. В. Є. Таїрова» НААН України плідно співпрацює з науковими установами Вірменії, Австрії, Грузії, Молдови, Сербії, Румунії, ПАР, Китаю, Франції, Болгарії, Угорщини, Росії.
11 жовтня 2016 року, указом Президента України, авторському колективу ННЦ «ІВіВ ім. В. Є. Таїрова» НААН України на чолі з директором В. В. Власовим, присуджена Державна премія в галузі науки і техніки за роботу «Система сертифікованого виноградного розсадництва України».

### Членство у професійних товариствах
У 2010 році обраний членом-кореспондентом Національної академії аграрних наук України за фахом «Виноградарство». У 2012 році обраний членом Комітету з державних премій України в галузі науки і техніки (секція сільське господарство). З 2013 року є членом Президії Національної академії аграрних наук України. У 2016 році обраний дійсним членом (академіком) Національної академії аграрних наук України за фахом «Садівництво і виноградарство». Власов В. В. очолює редакційну колегію міжвідомчого тематичного наукового збірника «Виноградарство і виноробство», а також є членом редакційної колегії багатьох вітчизняних і зарубіжних спеціальних видань.

### Громадська діяльність
Депутат Овідіопольської районної ради двох скликань (1998—2007 роки). З 1998 року Власов В. В. є членом Аграрної партії України (член Одеського обласного виконавчого комітету Аграрної партії України). Помічник-консультант на громадських засадах народного депутата України Зубця Михайла Васильовича (2007—2012 роки). З 2011 року Власов В. В. є членом Одеського дипломатичного клубу, який об'єднує близько 30 акредитованих в Одесі дипломатичних представництв (включаючи почесні консульства і культурні центри).

## Наукова творчість
Власовим В. В. вперше в виноградарстві та виноробстві був розроблений, теоретично обґрунтований і запропонований до подальшого науково-практичного застосування термін «ампелоландшафт».
Власов В. В. у своїх наукових роботах обґрунтував і розробив теоретичні та методологічні основи екологічної оцінки ампелоландшафтов виходячи з системного підходу.
Власовим В. В. вперше був розроблений принциповий алгоритм ампелоекологіческого картографування земель із застосуванням ГІС-технологій  .
Власов В. В. на практике осуществил ампелоэкологическое районирование почвенного покрова Северного Причерноморья . Результатом цієї роботи стало створення докладних різномасштабних екологічних оцінок ампелоландшафтов Північного Причорномор'я.
Власов В. В. зумів на підставі наявних до нього наукових розробок інших вчених  значно розвинути і поглибити розуміння методичних основ складання кадастру виноградників з урахуванням ампелоекологіческой оцінки земель.
Перераховані вище наукові досягнення Власова В. В. стали основою для розробки концепції розвитку виноградарства в Україні, окремих адміністративних областях, районах, землекористування селищних і сільських рад та фермерських господарств . А розроблені ним методологічні основи кадастру виноградників стали основою для розробки сучасного кадастру виноградників в Україні .

## Досягнення

### Визнання вітчизняних наукових організацій
У наукових організаціях України В. В. Власова було обрано:
- почесним доктором:
  -  Інституту агроекології і природокористування (2017, Київ)  [Архівовано 16 жовтня 2017 у Wayback Machine.]
- почесним професором:
  -  Одеського державного аграрного університету (2017, Одеса)  [Архівовано 17 жовтня 2017 у Wayback Machine.]

### Державні нагороди та відзнаки
- Почесна грамота Верховної Ради України (28 вересня 2005 року № 1258) — За особливі заслуги перед Українським народом
- Заслужений працівник сільського господарства України (18 серпня 2006 року) — За значний особистий внесок у соціально-економічний, культурний розвиток Української держави, вагомі трудові досягнення та з нагоди 15-ї річниці незалежності України[11]
- Орден «За заслуги» III ступеня (13 листопада 2007 року) — За вагомий особистий внесок у розвиток агропромислового комплексу України, досягнення високих показників у виробництві сільськогосподарської продукції, багаторічну сумлінну працю та з нагоди Дня працівників сільського господарства[12]
- Подяка Президента України (2009 року) — За вагомий особистий внесок у розвиток Української держави та зміцнення її незалежності
- Ювілейна медаль «10 років незалежності України» (2001 року)
- Ювілейна медаль «20 років незалежності України» (19 серпня 2011 року) — За значний особистий внесок у соціально-економічний, науково-технічний та культурно-освітній розвиток Української держави, вагомі трудові здобутки та багаторічну сумлінну працю[13]
- Державна премія України в галузі науки і техніки (11 жовтня 2016 року) — Присудити Державну премію України в галузі науки і техніки 2015 року за роботу «Система сертифікованого виноградного розсадництва України»[14]

### Інші нагороди та відзнаки
- Почесна відзнака Української академії аграрних наук (13 листопада 2006 року)  [Архівовано 22 жовтня 2017 у Wayback Machine.]
- Почесна грамота Одеської обласної державної адміністрації «За вагомий внесок у розвиток вітчизняної аграрної науки, плідні здобутки у забезпеченні сільськогосподарського виробництва, високий професіоналізм та з нагоди 75-річчя від дня заснування Української академії аграрних наук» (18 грудня 2006 року)  [Архівовано 21 жовтня 2017 у Wayback Machine.]
- Почесна відзнака голови Одеської обласної державної адміністрації «75 років утворення Одеської області» (27 лютого 2007 року)  [Архівовано 21 жовтня 2017 у Wayback Machine.]
- Трудова відзнака колегії Міністерства аграрної політики України «ЗНАК ПОШАНИ» (1 жовтня 2007 року)  [Архівовано 21 жовтня 2017 у Wayback Machine.]
- Почесна грамота Профспілки працівників агропромислового комплексу України «За багаторічну плідну працю, вагомий особистий внесок у розвиток вітчизняної науки про виноград і виноробство та з нагоди 150-річчя від дня народження В. Є. Таїрова» (16 вересня 2009 року)  [Архівовано 21 жовтня 2017 у Wayback Machine.]
- Почесна відзнака Одеської обласної ради (9 жовтня 2009 року)  [Архівовано 21 жовтня 2017 у Wayback Machine.]
- Почесна відзнака Одеського міського голови «ПОДЯКА» (19 жовтня 2009 року)
- Подяка Голови Служби безпеки України (28 травня 2010 року)
- Подяка Президії Національної академії аграрних наук України (31 травня 2010 року)
- Диплом переможця в номінації «Лідер агропромислового комплексу України — 2012» від Міністерства аграрної політики та продовольства України (2012 року)  [Архівовано 21 жовтня 2017 у Wayback Machine.]
- Грамота Одеського дипломатичного клубу «За видатні наукові досягнення, вагомий особистий внесок у розвиток вітчизняної галузі виноградарства та формування міжнародного іміджу України, як держави з багатолітніми традиціями виноробства» (12 вересня 2014 року)
- Премія за честь і гідність «Надбання Одеси» від Думская.TV (16 травня 2015 року)   [Архівовано 5 серпня 2017 у Wayback Machine.]
- Почесне звання «Лідер України» — «За безперечне лідерство у виробничій, бізнесовій, науковій та творчій сферах» від Асамблеї ділових кіл (2015 року)
- Почесна відзнака Федерації профспілок України «За розвиток соціального партнерства» (25 серпня 2015 року)  [Архівовано 22 жовтня 2017 у Wayback Machine.]
- Трудова відзнака Державної установи «Інститут охорони ґрунтів України» «ЗНАК ПОШАНИ» (7 вересня 2015 року)  [Архівовано 22 жовтня 2017 у Wayback Machine.]
- Почесна грамота Президії Національної академії аграрних наук України «За багаторічну сумлінну працю, вагомий особистий внесок у розвиток вітчизняної аграрної науки в галузі виноградарства і виноробства, а також з нагоди 60-річчя від дня народження» (20 вересня 2017 року)  [Архівовано 17 жовтня 2017 у Wayback Machine.]
- Почесна відзнака Інституту садівництва НААН (3 жовтня 2017 року)  [Архівовано 21 жовтня 2017 у Wayback Machine.]
- Медаль імені Василя Єгоровича Таїрова «За вагомий внесок у розвиток українського виноградарства» (4 жовтня 2017 року)  [Архівовано 21 жовтня 2017 у Wayback Machine.]
- Почесна відзнака Одеського міського голови «ТРУДОВА СЛАВА» [Архівовано 13 листопада 2017 у Wayback Machine.] (4 жовтня 2017 року)  [Архівовано 21 жовтня 2017 у Wayback Machine.]
- Нагрудний знак Інституту агроекології і природокористування НААН «ПОЧЕСНИЙ ДОКТОР З ЕКОЛОГІЇ» (4 жовтня 2017 року)
- Почесна відзнака Інституту картоплярства НААН (4 жовтня 2017 року)  [Архівовано 21 жовтня 2017 у Wayback Machine.]
- Почесна відзнака Ради ректорів Одеського регіону «За внесок у розвиток вищої освіти» (4 жовтня 2017 року)  [Архівовано 21 жовтня 2017 у Wayback Machine.]
- Почесна грамота Професійної спілки працівників агропромислового комплексу України "За багаторічну сумлінну і плідну працю, високий професіоналізм у науковій роботі, вагомий особистий внесок у соціальний діалог та з нагоди особистого ювілею — 60-річчя з Дня народження (4 жовтня 2017 року)  [Архівовано 21 жовтня 2017 у Wayback Machine.]
- Пам'ятна ювілейна медаль «100 років Національної наукової сільськогосподарської бібліотеки НААН» (9 листопада 2017 року)  [Архівовано 11 листопада 2017 у Wayback Machine.]
- Пам'ятна ювілейна медаль «100 років Національної академії аграрних наук України» (15 листопада 2018 року)  [Архівовано 17 грудня 2018 у Wayback Machine.] [Архівовано 17 грудня 2018 у Wayback Machine.]

### Церковні нагороди
- Орден Української Православної Церкви святого рівноапостольного князя Володимира II ступеня (4 жовтня 2017 року) — За заслуги перед Українською Православною Церквою та з нагоди 60-річча з дня народження  [Архівовано 17 жовтня 2017 у Wayback Machine.]

### Іноземні нагороди та відзнаки
- Почесна грамота Російської академії сільськогосподарських наук[ru] «За розвиток творчого науково-технічного співробітництва» (21 липня 2005 року)  [Архівовано 23 жовтня 2017 у Wayback Machine.]
- Почесна грамота Посольства Південно-Африканської Республіки в Україні «З подякою за особистий внесок у зміцнення дружби та співробітництва між українським і південно-африканським народами» (17 червня 2014 року)  [Архівовано 22 жовтня 2017 у Wayback Machine.]
- Почесний диплом Міністерства сільського господарства, регіонального розвитоку та навколишнього середовища Республіки Молдова «За вагомий внесок у розвиток науково-практичної співпраці у винному секторі обох країн та у зв'язку з 60-річчям з дня народження» (4 жовтня 2017 року)  [Архівовано 17 жовтня 2017 у Wayback Machine.]
- Медаль «Ніколає Мілєску Спетарул» Академії наук Молдови «За особливий внесок у розвиток наукового і міжакадемічного співробітництва у галузі виноградарства і виноробства та з нагоди 60-річчя від дня народження» (4 жовтня 2017 року)  [Архівовано 7 листопада 2017 у Wayback Machine.]
- Лист подяки Генерального консульства Республіки Білорусь у Одесі «За активну участь і особистий внесок у розвиток науково-дослідного співробітництва між Республікою Білорусь і Україною та у зв'язку з 60-річчям від дня народження» (4 жовтня 2017 року)  [Архівовано 17 жовтня 2017 у Wayback Machine.]
- Почесна грамота Посольства Південно-Африканської Республіки в Україні «з вдячністю за особистий внесок в зміцнення дружби і співпраці між народами України і Південної Африки» (17 жовтня 2019 року).
- ПОДЯКА Посольства Республіки Вірменія в Україні «за багаторічну наукову роботу в області виноградарства і виноробства, активне міжнародне співробітництво і розширення наукових зв'язків очолюваної ним установи з виноградарських країнами світу, і перш за все, Вірменії; за участь у редакційній колегії багатьох вітчизняних і зарубіжних спеціальних видань, за особистий внесок у зміцнення дружби і співпраці між українським і вірменським народами, дослідження життя і збереження наукових досягнень великого сина вірменського народу, видатного вченого Василя Єгоровича Таїрова та активну громадську діяльність». (7 листопада 2019 року)  [Архівовано 23 грудня 2019 у Wayback Machine.]